# 陳弘桂
陳弘桂（1988年10月11日—），臺灣棒球選手，球員時期效力於中華職棒中信兄弟，守備位置為內野手。2016年起轉任助理體能教練。

## 經歷
- 雲林縣北辰國小少棒隊
- 雲林縣蔦松國中青少棒隊
- 嘉義縣東石高中青棒隊
- 嘉義大學棒球隊（2007年－2010年）
- 國家運動選手訓練中心役男棒球培訓隊（2011年）
- 台北市成棒隊（2011年10月20日－2011年12月）
- 中華職棒兄弟象（2012年1月—2014年1月4日）
- 中華職棒中信兄弟（2014年1月5日—2015年12月15日）
- 中華職棒中信兄弟二軍助理體能教練（2015年12月16日—2018年5月）
- 中華職棒中信兄弟二軍助理體能教練（2019年3月—2019年12月）
- 中華職棒中信兄弟一軍助理體能教練（2020年）
- 中華職棒中信兄弟一軍體能教練（2021年1月—）

## 職棒生涯成績
| 年度   | 球隊     | 出賽 | 打數 | 安打 | 全壘打 | 打點 | 盜壘 | 三振 | 四死 | 壘打數 | 雙殺打 | 打擊率 | 上壘率 | 長打率 | OPS   |
| ------ | -------- | ---- | ---- | ---- | ------ | ---- | ---- | ---- | ---- | ------ | ------ | ------ | ------ | ------ | ----- |
| 2012年 | 兄弟象   | 42   | 57   | 13   | 0      | 6    | 6    | 15   | 9    | 17     | 3      | 0.228  | 0.298  | 0.333  | 0.631 |
| 2013年 | 兄弟象   | 4    | 1    | 0    | 0      | 0    | 0    | 0    | 1    | 0      | 0      | 0.000  | 0.500  | 0.000  | 0.500 |
| 2014年 | 中信兄弟 | 23   | 19   | 2    | 0      | 0    | 3    | 8    | 1    | 2      | 0      | 0.105  | 0.150  | 0.105  | 0.255 |
| 2015年 | 中信兄弟 | 6    | 0    | 0    | 0      | 0    | 1    | 0    | 1    | 0      | 0      | 0.000  | 1.000  | 0.000  | 1.000 |
| 合計   | 4年      | 75   | 77   | 15   | 0      | 6    | 10   | 23   | 12   | 19     | 3      | 0.195  | 0.247  | 0.303  | 0.550 |

## 特殊事績
- 2012年6月3日在新竹棒球場對戰統一7-ELEVEn獅，二局下半面對當時投捕搭當廖文揚、涂壯勳，由一壘盜向二壘，盜壘成功，完成兄弟象隊史第兩千次盜壘成功。

## 外部連結
- 陳弘桂在台灣棒球維基館上的頁面（繁體中文）
- 陳弘桂在中華職棒官網 （中文）和Baseball-Reference （英文）上的頁面